# Liste der Bodendenkmale im Erzgebirgskreis

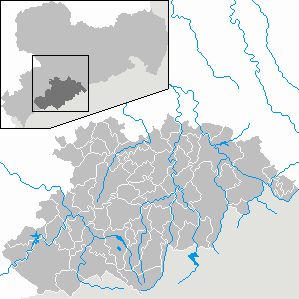
Karte des Erzgebirgskreises

In der Liste der Bodendenkmale im Erzgebirgskreis sind die Bodendenkmale im Erzgebirgskreis nach dem Stand der Auflistung von Harald Quietzsch und Heinz Jacob aus dem Jahr 1982 aufgeführt. Eventuelle Änderungen und Ergänzungen, insbesondere aus der Zeit nach der Wende, sind nicht berücksichtigt, da für Sachsen aktuell keine neueren allgemein zugänglichen Bodendenkmallisten vorliegen. Die Kulturdenkmale sind in der Liste der Kulturdenkmale im Erzgebirgskreis aufgeführt.
Diese Liste ist eine Teilliste der Liste der Bodendenkmale in Sachsen.

## Aufteilung
Wegen der großen Anzahl von Bodendenkmalen im Erzgebirgskreis ist diese Liste in Teillisten nach den Städten und Gemeinden aufgeteilt.
| Karte | Bodendenkmale in …    | Denkmale         |
| ----- | --------------------- | ---------------- |
|       | Amtsberg              |                  |
|       | Annaberg-Buchholz     |                  |
|       | Aue-Bad Schlema       |                  |
|       | Auerbach              |                  |
|       | Bärenstein            |                  |
|       | Bockau                |                  |
|       | Börnichen/Erzgeb.     |                  |
|       | Breitenbrunn/Erzgeb.  |                  |
|       | Burkhardtsdorf        |                  |
|       | Crottendorf           |                  |
|       | Deutschneudorf        |                  |
|       | Drebach               |                  |
|       | Ehrenfriedersdorf     |                  |
|       | Eibenstock            |                  |
|       | Elterlein             |                  |
|       | Gelenau/Erzgeb.       |                  |
|       | Geyer                 |                  |
|       | Gornau/Erzgeb.        |                  |
|       | Gornsdorf             |                  |
|       | Großolbersdorf        |                  |
|       | Großrückerswalde      |                  |
|       | Grünhain-Beierfeld    |                  |
|       | Grünhainichen         |                  |
|       | Heidersdorf           |                  |
|       | Hohndorf              |                  |
|       | Jahnsdorf/Erzgeb.     |                  |
|       | Johanngeorgenstadt    |                  |
|       | Jöhstadt              |                  |
|       | Königswalde           |                  |
|       | Lauter-Bernsbach      |                  |
|       | Lößnitz               |                  |
|       | Lugau                 |                  |
|       | Marienberg            |                  |
|       | Mildenau              |                  |
|       | Neukirchen/Erzgeb.    | Sühnekreuz Adorf |
|       | Niederdorf            |                  |
|       | Niederwürschnitz      |                  |
|       | Oberwiesenthal        |                  |
|       | Oelsnitz/Erzgeb.      |                  |
|       | Olbernhau             |                  |
|       | Pockau-Lengefeld      |                  |
|       | Raschau-Markersbach   |                  |
|       | Scheibenberg          |                  |
|       | Schlettau             |                  |
|       | Schneeberg            |                  |
|       | Schönheide            |                  |
|       | Schwarzenberg/Erzgeb. |                  |
|       | Sehmatal              |                  |
|       | Seiffen/Erzgeb.       |                  |
|       | Stollberg/Erzgeb.     |                  |
|       | Stützengrün           |                  |
|       | Tannenberg            |                  |
|       | Thalheim/Erzgeb.      |                  |
|       | Thermalbad Wiesenbad  |                  |
|       | Thum                  |                  |
|       | Wolkenstein           |                  |
|       | Zschopau              |                  |
|       | Zschorlau             |                  |
|       | Zwönitz               |                  |